# Грицяк Наталя Вітіславівна
Наталя Вітіславна Гриця́к (до шлюбу Луценко, нар. 19.12.1963, Доманівський район, Миколаївська область) — українська вчена в галузі державного управління, гендерної та інформаційної політики, професор кафедри реклами та зв'язків з громадськістю Інституту журналістики Київського національного університету імені Тараса Шевченка доктор наук з державного управління, професор, Заслужений діяч науки і техніки України.

## Біографія
Закінчила Миколаївський державний педагогічний інститут ім. В. Г. Бєлінського.
З 1996 по 2005 рр. — доцент, завідувачка відділу, заступниця начальника управління, докторант, професор Національної академії державного управління при Президентові України (НАДУ, м. Київ).
З 2006 р. — по березень 2010 р. — завідувачка відділу, перший заступник директора Національного інституту стратегічних досліджень (м. Київ).
З квітня 2010 р. — професор кафедри інформаційної політики та електронного урядування Національної академії державного управління при Президентові України.

## Наукова діяльність
Працювала на посаді Першого заступника Директора Національного інституту стратегічних досліджень при Президентові України.
Завідує кафедрою інформаційної політики та технологій Національної академії державного управління при Президентові України.
Має понад 100 публікацій наукового та навчально-методичного характеру, 60 статей у наукових фахових виданнях. Готує кандидатів та докторів наук з державного управління.
Входить до редакційної колегії Міжнародного наукового фахового журналу «Електронне урядування».
Сфера наукових інтересів: інформаційна політика, гендерна політика, іміджмейкінг.

## Громадська діяльність
Член наглядової ради ГЕО Благодійний Фонд «Інститут системних комунікацій».

## Відзнаки
- Заслужений діяч науки і техніки України (2009).[2]